# 馬里亞尼夫卡 (捷爾諾波爾區)
49°27′0″N 25°26′39″E / 49.45000°N 25.44417°E
馬里亞尼夫卡（烏克蘭語：Мар'янівка）是位於烏克蘭西部泰爾諾皮爾州裏泰爾諾皮爾區的村莊，處於尼什拉河畔，面積4平方公里，2001年人口556。